# 劉有誠
劉有誠（1530年—？），字存甫，號西坡，山西太原府石州寧鄉縣人，軍籍，明朝政治人物。

## 生平
嘉靖二十八年（1549年）己酉科山西鄉試第六名舉人。嘉靖三十五年（1556年）中式丙辰科三甲第一百九十七名進士。吏部观政，授行人司行人，三十八年升司副，四十年升司正，四十二年升刑部署郎中，隆慶三年（1569年）闰六月升浙江按察司副使，復除山东副使，五年正月调陕西提学副使，六年十一月升山东右参政、分守海右道。

## 家族
曾祖劉世昌；祖父劉經；父劉希周，封刑部郎中；母白氏，封太孺人。兄孟夏、有孚（生员）、有言、孟時、弟有恒、有信。
子士弘、士毅、士俊、士傑、士端。